# Новый привратник
«Новый привратник» (англ. The New Janitor, альтернативные названия — The Blundering Boob / The New Porter / The Porter) — короткометражный немой фильм Чарльза Чаплина. Премьера состоялась 14 сентября 1914 года.

## Сюжет
Герой Чаплина работает привратником в банке. Однажды он случайно выливает из окна ведро с водой прямо на голову президента этого учреждения. Последний немедленно увольняет незадачливого сотрудника. Тем временем один из менеджеров банка, задолжавший большую сумму денег, решает ограбить собственного работодателя. Одна из секретарш застает его копающимся в сейфе, и он вынужден применить силу. На шум приходит привратник и обезоруживает злоумышленника. Президент банка в благодарность оставляет его на работе.

## В ролях
- Чарли Чаплин — привратник
- Джесс Денди — президент банка
- Джон Диллон — сотрудник-злоумышленник
- Фрэнк Хейз — бухгалтер
- Эл Сент-Джон — лифтер
- Хелен Каррутерс — секретарша
- Глен Кавендер — Люк Коннор